# Sium suave
Espèce
Synonymes
- Apium cicutifolia (J.F.Gmel.) Benth. & Hook.f. ex F.B.Forbes & Hemsl.[1]
- Cicuta dahurica Fisch. ex Schultz[1]
- Sium cicutifolium Schrank[2]
- Sium cicutifolium Schrenk[1]
- Sium floridanum Small[2]
- Sium formosanum Hayata[1]
- Sium nipponicum Maxim.[1]
- Sium suave f. suave[1]
- Sium suave var. floridanum (Small) C.F. Reed[2]

Sium suave, en français la Berle douce, est une espèce de plantes à fleurs du genre Sium, dans la famille des Apiaceae. C'est une plante herbacée trouvée en Amérique du Nord et en Asie.

## Systématique
L'espèce Sium suave a été décrite pour la première fois en 1788 par le botaniste américain Thomas Walter (1740-1789),.

## Description
La Berle douce est une plante herbacée vivace haute d'environ 1 m, qui croît isolée ou en colonies. La tige creuse et côtelée est dressé, très large à la base environ 2 cm, à parois minces, sans poils. Les feuilles sont alternes, composées et souples.

## Utilisation
La racine est comestible, mais la plante présente un risque de confusion avec la ciguë maculée (Conium maculatum) qui est dangereusement toxique.

## Publication originale
- (la) Thomas Walter, Flora caroliniana, secundum systema vegetabilium perillustris Linnaei digesta; characteres essentiales naturalesve et differentias veras exhibens, 1788, 263 p. (DOI 10.5962/BHL.TITLE.9458, lire en ligne).